# Mełgiew
Mełgiew – wieś w Polsce położona w województwie lubelskim, w powiecie świdnickim, w gminie Mełgiew.
Wieś szlachecka położona była w drugiej połowie XVI wieku w powiecie lubelskim województwa lubelskiego. W latach 1954–1972 wieś należała i była siedzibą władz gromady Mełgiew. W latach 1975–1998 miejscowość administracyjnie należała do ówczesnego województwa lubelskiego.
Wieś jest siedzibą gminy Mełgiew oraz  rzymskokatolickiej parafii św. Wita. Na terenie wsi utworzono dwa sołectwa: Mełgiew I i Mełgiew II. Według Narodowego Spisu Powszechnego z roku 2021 Mełgiew liczyła 1114 mieszkańców.

## Historia

### Najdawniejsze wzmianki i średniowiecze
Ludzie zamieszkiwali okolice dzisiejszej Mełgwi już w czasach prehistorycznych. Archeologiczne ślady osadnictwa sięgają neolitu, a we wczesnym średniowieczu obszar ten należał do plemienia Lędzian. Brak jednak większych stałych osad, czemu sprzyjały ciągłe najazdy i wojny w XIII wieku. Dopiero na przełomie XIII i XIV wieku powstały pierwsze osady – Mełgiew i pobliska wieś Janowice – które stały się własnością rodu rycerskiego herbu Lewart. Najwcześniejsza wzmianka pisana o Mełgwi pochodzi z 1317 roku, kiedy to król Władysław Łokietek przeniósł wsie Mełgiew i Janowice na prawo średzkie (lokując je na prawie niemieckim). Wkrótce potem utworzono tu parafię; pierwsza wzmianka o istnieniu parafii pw. św. Wita pojawia się w 1325 roku w rejestrach dziesięcin papieskich. Nazwa miejscowości w średniowieczu zapisywana była m.in. jako Meglewa lub Melywi, co według językoznawców może pochodzić od staropolskiego słowa mliwo (mąka, zmielone zboże). Tradycja głosi, że mieszkańcy Mełgwi mieli obowiązek przemiału zboża chlebowego dla potrzeb dworu książęcego, a nazwa wsi wzięła się od dostarczania zmielonego ziarna (mlewa). Wiele wieków później, w miejscu dawnych żaren powstały młyny wodne, a na pamiątkę tej tradycji na wjeździe do Mełgwi ustawiono pomnik młynarza.

### Rozwój osady w I Rzeczypospolitej
W okresie późnego średniowiecza i w czasach I Rzeczypospolitej Mełgiew była wsią szlachecką. W XV wieku notowana jest już nazwa Mełgiew (wcześniej Meglew), a z miejscowości wywodziła się rodzina szlachecka Mełgiewskich. Wieś należała do parafii rzymskokatolickiej w Mełgwi, która w XVI wieku obejmowała kilkanaście okolicznych miejscowości, m.in. Janowice, Krzesimów, Trzeszkowice, Minkowice, Krępiec, Wierzchowiska i Bystrzejowice. Na skutek szerzenia się reformacji wśród szlachty, w latach 1556–1593 miejscowy kościół parafialny pw. św. Wita został zamieniony przez właścicieli na zbór kalwiński. Po tym okresie powrócił on do katolików, a parafia rozwijała działalność społeczną – już od XVII wieku istniała przy niej szkółka parafialna i przytułek (tzw. szpital dla ubogich), a w XVIII wieku również biblioteka parafialna. Z czasów złotego wieku kultury polskiej zachował się ciekawy epizod literacki: około połowy XVI wieku ówczesny właściciel Mełgwi Stanisław Mełgiewski gościł w swoim dworze wybitnego poetę Jana Kochanowskiego. Kochanowski poświęcił szlachcicowi z Mełgwi okolicznościową fraszkę zatytułowaną „Do Stanisława Mełgiewskiego”.
W XVIII wieku nastąpiły istotne fundacje budowlane w Mełgwi. W 1726 roku spłonął stojący tu drewniany kościół, lecz już cztery lata później dzięki staraniom ówczesnego właściciela Jacka Stoińskiego rozpoczęto budowę nowej, murowanej świątyni z kamienia (opoki). Kościół ten ukończono w 1730 roku i konsekrował go biskup Michał Kunicki. Zachowany do dziś jako tzw. stary kościół św. Wita, stanowi cenny zabytek architektury sakralnej. Równocześnie Jacek Stoiński w 1730 r. rozpoczął w pobliskim Podzamczu budowę okazałego murowanego pałacu – barokowej rezydencji podmiejskiej, składającej się z głównego korpusu i dwóch bocznych skrzydeł. Rozbudowę założenia pałacowego kontynuowali jego syn Dominik i wnuk Feliks Stoińscy. Pod koniec XVIII wieku, po śmierci Feliksa Stoińskiego, dobra mełgiewskie przeszły na krótko w ręce innych rodów szlacheckich, a w wyniku II i III rozbioru Polski (1793–1795) cała Lubelszczyzna znalazła się pod panowaniem austriackim, co zapoczątkowało nowy okres w dziejach miejscowości.

### Mełgiew pod zaborami (1795–1918)
Po III rozbiorze Polski tereny Lubelszczyzny wcielono do monarchii Habsburgów jako tzw. Galicję Zachodnią. W 1809 roku, na skutek wojen napoleońskich, obszar ten został odbity Austriakom i włączony do Księstwa Warszawskiego, a po Kongresie Wiedeńskim (1815) znalazł się w granicach Królestwa Polskiego pod berłem carów Rosji. W tym czasie następowały częste zmiany właścicieli Mełgwi. W 1812 roku dobra Mełgiew-Podzamcze nabył Onufry Kicki herbu Gozdawa – ojciec generała Ludwika Kickiego. Sam gen. Ludwik Kicki wsławił się jako uczestnik powstania listopadowego, polegając w bitwie pod Ostrołęką 1831 r. Po jego śmierci wdowa Anna z Dunin-Wąsowiczów Kicka sprzedała majątek: w 1834 r. odkupił go Kazimierz Puchała, właściciel pobliskiego Jackowa. Puchała gospodarował w Mełgwi do swej śmierci w 1852 r., zapisując majątek wnukom o nazwisku Szlubowscy. Jedna z nich, Stefania Szlubowska, poślubiła Edwarda Rulikowskiego, a ich syn Zygmunt Rulikowski ostatecznie przejął te dobra w 1907 roku. Ród Rulikowskich władał Mełgwią aż do II wojny światowej.
W okresie popowstaniowym nastąpiły ważne reformy administracyjne. Po upadku powstania styczniowego, w ramach carskich ukazów uwłaszczeniowych i reorganizacji wiejskiej gminy, utworzono w 1864 roku gminę zbiorową Mełgiew. W jej skład weszły okoliczne wsie, m.in. Dominów, Janowice, Jacków, Józefów, Kazimierzów, Krępiec, Minkowice (Dolne i Górne), Smolarnia, Trzeszkowice, Żanęcin i inne. Równolegle utworzono odrębną gminę Krzesimów, lecz wkrótce (jeszcze w XIX w.) została ona zlikwidowana, a jej obszar włączony do gminy Mełgiew. W drugiej połowie XIX wieku miejscowa ludność brała udział w ruchach niepodległościowych – wiele rodzin wspierało powstańców styczniowych, czego świadectwem są zachowane mogiły z 1863 r. na okolicznych cmentarzach. W końcu XIX w. gmina Mełgiew znajdowała się w powiecie lubelskim guberni lubelskiej, pozostając typową społecznością rolniczą.
Na przełomie XIX i XX wieku nastąpił ponowny rozkwit życia parafialnego i rozwój infrastruktury. W 1905 roku ówczesny proboszcz ks. Józef Żyszkiewicz uznał, że stary kościół jest za mały dla licznej już parafii (liczącej ok. 9 tys. wiernych). Początkowo planowano jego rozbudowę według projektu warszawskiego architekta Stefana Szyllera. Ostatecznie jednak, dzięki wsparciu właścicieli ziemskich, zdecydowano wznieść całkiem nową świątynię. Kościół neogotycki pw. św. Wita zbudowano tuż obok starego w latach 1906–1910. Projekt techniczny opracował inż. Ksawery Drozdowski z Lublina, zaś konsekracji dokonał bp Franciszek Jaczewski 15 czerwca 1910 roku. Nowa, murowana świątynia stała się dominantą architektoniczną wsi, a dawny XVIII-wieczny kościół zamieniono na budynek świecki. W okresie poprzedzającym I wojnę światową Mełgiew pozostawała spokojną miejscowością rolniczą w granicach Imperium Rosyjskiego, choć coraz silniej odczuwała narodowe aspiracje Polaków.

### I wojna światowa i dwudziestolecie międzywojenne
W czasie I wojny światowej Lubelszczyzna stała się terenem walk frontowych pomiędzy armią rosyjską a wojskami centralnymi. W 1915 roku okolice Lublina, w tym Mełgiew, zostały zajęte przez wojska austro-węgierskie i niemieckie. Po upadku caratu i odzyskaniu przez Polskę niepodległości w 1918 r. miejscowość znalazła się w granicach odrodzonego państwa polskiego. W 1919 r. ustanowiono nowy podział administracyjny – powstało województwo lubelskie i powiat lubelski, do którego należała gmina Mełgiew. Mełgiew pozostała siedzibą rozległej gminy wiejskiej, liczącej według spisu z 1921 r. ponad 11 tys. mieszkańców (cała gmina), z czego sama wieś Mełgiew miała ok. 1000 osób.
Okres międzywojenny przyniósł ożywienie życia społeczno-gospodarczego na wsi. W pobliskim Krępcu zorganizowano pierwszą na terenie gminy spółdzielnię handlową „Społem”, powstała tam też kasa pożyczkowa, Ochotnicza Straż Pożarna, kółko rolnicze oraz Koło Gospodyń Wiejskich. Działalność tych organizacji szybko rozprzestrzeniła się na cały obszar gminy Mełgiew, integrując lokalną społeczność. W samej Mełgwi funkcjonowała szkoła powszechna, istniała także orkiestra dęta przy parafii i aktywne były stowarzyszenia młodzieżowe. W 1937 roku do parafii sprowadzono siostry zakonne ze Zgromadzenia Sióstr Betanek, które prowadziły przy kościele ochronkę i angażowały się w pracę katechetyczną aż do 1999 roku. Mimo kryzysów ekonomicznych lat 30., wieś stopniowo się modernizowała – pojawiły się pierwsze ciągniki rolnicze u większych gospodarzy, rozwijał się handel lokalny (np. cotygodniowe targi w pobliskich Piaskach). Okres spokojnego rozwoju przerwał wybuch II wojny światowej we wrześniu 1939 roku.

### Wydarzenia podczas II wojny światowej
W pierwszych dniach kampanii wrześniowej 1939 r. przez Mełgiew przetaczały się jednostki wojska polskiego wycofujące się w kierunku wschodnim. We wrześniu 1939 miejscowy dwór i pałac Rulikowskich w Podzamczu zostały zajęte przez wojsko niemieckie i uległy poważnym zniszczeniom oraz grabieży. Rodzina ostatnich właścicieli została w 1944 r. zmuszona do opuszczenia majątku i wyjechała do Łodzi. Okupanci niemieccy wprowadzili rządy terroru, ale też wykorzystywali miejscową ludność do pracy przymusowej. Już w 1940 r. w Mełgwi uruchomiono przez Niemców szkołę rolniczą dla polskiej młodzieży, która de facto służyła przygotowaniu chłopców do wywózki na roboty do III Rzeszy. Część młodych ludzi porzucała jednak naukę, by unikać wywozu – wielu znalazło zatrudnienie przy budowie lotniska wojskowego pod Świdnikiem, gdzie Niemcy kazali wozić piasek pod pas startowy dla samolotów bombowych. W pobliskim lesie krępieckim okupant dokonywał masowych egzekucji – rozstrzelano tam tysiące osób, głównie Żydów z lubelskiego getta oraz więźniów zamku lubelskiego. Pamiątką tych zbrodni jest zbiorowa mogiła i pomnik ofiar hitleryzmu w lesie Krępiec, o których pamięć jest do dziś czczona podczas uroczystości patriotycznych.
Mieszkańcy gminy Mełgiew aktywnie zaangażowali się w ruch oporu. Już pod koniec 1939 r. we wsiach powstały pierwsze komórki konspiracyjne Związku Walki Zbrojnej, organizowane m.in. przez mieszkańców Krępca (Stanisław Gągoł i in.). Lokalna siatka ZWZ-AK zajmowała się zbieraniem broni porzuconej przez wojsko polskie, nasłuchem radiowym oraz kolportażem podziemnej prasy, co nieraz narażało konspiratorów na śmiertelne niebezpieczeństwo. W styczniu 1940 r. gestapo rozbiło w Mełgwi punkt przerzutowy i aresztowało kilkunastu mieszkańców podejrzanych o działalność podziemną – wielu z nich zginęło w obozach. Tragiczny los spotkał też miejscowych duchownych: dwaj wikariusze parafii Mełgiew – ks. Wacław Zalewski i ks. Edward Cąkała – zostali za pomoc partyzantom aresztowani, torturowani, a następnie rozstrzelani na Zamku Lubelskim. Mimo represji oddziały partyzanckie Armii Krajowej i Batalionów Chłopskich działały w lasach mełgiewskich aż do wkroczenia Armii Czerwonej latem 1944 roku. Front wschodni przeszedł przez teren gminy w drugiej połowie lipca 1944 r., nie powodując już większych zniszczeń w samej wsi. Okres okupacji pochłonął jednak wiele istnień ludzkich – pamięć o nich kultywują miejscowe pomniki i tablice pamiątkowe, a bohaterstwo mieszkańców gminy zostało upamiętnione w licznych wspomnieniach i opracowaniach historycznych.

#### Łapanki i aresztowania podczas II wojny światowej
W czasie okupacji niemieckiej Mełgiew była miejscem brutalnych represji wymierzonych w lokalną ludność.
W 1941 roku Niemcy przeprowadzili masowe aresztowania w Mełgwi oraz okolicznych wsiach, takich jak Trzeszkowice i Trzeciaków. Zatrzymano wówczas około 200 osób – głównie przedstawicieli lokalnych elit, ludzi wykształconych, zaangażowanych społecznie i religijnie. Wśród aresztowanych byli m.in. wójt gminy Burdzanowski, jego żona, sekretarz Żmurek oraz dwaj wikariusze parafii Mełgiew: ks. Wacław Zalewski i ks. Edward Cąkała. Około trzydziestu osób wywieziono do niemieckiego nazistowskiego obozu koncentracyjnego Auschwitz – wielu z nich, w tym wspomniani duchowni i wójt, nie wróciło.
Kolejna dramatyczna akcja miała miejsce 9 kwietnia 1944 roku, w Niedzielę Wielkanocną. Tego dnia oddziały niemieckie otoczyły kościół parafialny w Mełgwi podczas porannej mszy. Wierni, którzy już przyszli na nabożeństwo, nie mogli wyjść – wszyscy mężczyźni zostali wyprowadzeni i zatrzymani na placu przed świątynią. Następnie zgromadzonych poprowadzono pieszo na stację kolejową w Minkowicach, skąd zostali przewiezieni do więzienia na Zamku Lubelskim.
W łapance zatrzymano ok. 400 mężczyzn. Wśród nich był m.in. Piotr Kosmala, mieszkaniec Trzeciakowa. Po kilku miesiącach, w czerwcu lub lipcu 1944 roku, więźniowie zostali zwolnieni – częściowo dzięki interwencji Joanny Rulikowskiej z pobliskiego Podzamcza, która miała udać się do niemieckich władz z prośbą o zwolnienie ludzi potrzebnych do żniw.

### Okres powojenny i PRL (1945–1989)
Po zakończeniu II wojny światowej Mełgiew znalazła się w nowych granicach Polski Ludowej i stanęła przed wyzwaniami odbudowy ze zniszczeń wojennych. Dawny majątek ziemski Rulikowskich w Podzamczu uległ parcelacji i nacjonalizacji – ziemię rozdzielono pomiędzy chłopów, a zabudowania przejęło państwo. W pałacu urządzono początkowo hotel robotniczy dla pracowników okolicznych zakładów, następnie siedzibę spółdzielni produkcyjnej (rolniczej). Od 1956 roku w gmachu pałacu funkcjonowała Szkoła Podstawowa im. Henryka Sienkiewicza, kształcąc kolejne pokolenia młodzieży przez ponad 65 lat. Wieś Mełgiew zachowała rolniczy charakter, choć w sąsiednim Świdniku rozwijał się wielki przemysł (Wytwórnia Sprzętu Komunikacyjnego – fabryka śmigłowców), co sprzyjało zatrudnieniu również mieszkańców gminy.
W 1954 roku władze PRL przeprowadziły reformę administracyjną, likwidując gminy na rzecz mniejszych gromad. Mełgiew utraciła status gminy, lecz stała się siedzibą gromady Mełgiew w latach 1954–1972. W wyniku kolejnej reformy w 1973 r. przywrócono gminy – wtedy ponownie utworzono gminę Mełgiew, obejmującą dotychczasowy obszar i sąsiednie wsie. W 1975 r. wprowadzono dwustopniowy podział administracyjny kraju – Mełgiew znalazła się wówczas w nowo utworzonym (małym) województwie lubelskim i pozostawała w jego granicach do końca PRL. Lata 60. i 70. przyniosły znaczną modernizację infrastruktury wiejskiej: zelektryfikowano wszystkie sołectwa gminy, zbudowano wodociągi i drogi bite, a w Mełgwi powstał nowy budynek Urzędu Gminy oraz ośrodek zdrowia. Aktywnie działały organizacje społeczne – w ramach Kółek Rolniczych upowszechniano nowoczesne metody upraw, zaś Koła Gospodyń Wiejskich dbały o kultywowanie lokalnych tradycji. Pod koniec lat 70. powstał w Mełgwi Gminny Ośrodek Kultury, który organizował festyny i prowadził zespoły artystyczne. Mieszkańcy gminy włączyli się też w ruch Solidarności – w 1981 roku działał tu komitet NSZZ „Solidarność” Rolników Indywidualnych, domagający się m.in. zaopatrzenia wsi w deficytowe towary. Lata 80. naznaczone były kryzysem gospodarczym, jednak w Mełgwi udało się utrzymać ciągłość nauczania w szkole, funkcjonowały podstawowe usługi, a rolnicy stopniowo unowocześniali gospodarstwa. Upadek komunizmu w 1989 r. gmina Mełgiew przywitała z nadzieją na dalszy rozwój w nowych realiach ustrojowych.

### Mełgiew w III Rzeczypospolitej (po 1989)

Herb gminy Mełgiew.

Transformacja ustrojowa przyniosła gminie Mełgiew szereg zmian administracyjnych i społeczno-gospodarczych. W 1990 roku przywrócono w pełni samorząd gminny, a Mełgiew odzyskała demokratycznie wybierane władze. W 1993 roku gmina, jako jedna z pierwszych w kraju, ustanowiła oficjalny herb nawiązujący do historycznego dziedzictwa – na czerwonej tarczy herbowej umieszczono dwa srebrne lamparty (herb Lewart dawnych właścicieli) rozdzielone błękitną falą symbolizującą rzekę Mełgiewkę. W wyniku reformy administracyjnej z 1999 r. Mełgiew znalazła się w nowo utworzonym powiecie świdnickim, pozostając częścią województwa lubelskiego. Od tego czasu gmina podlega trójstopniowemu podziałowi terytorialnemu państwa (gmina – powiat – województwo).
Lata dziewięćdziesiąte i dwutysięczne to okres intensywnego rozwoju infrastruktury lokalnej dzięki środkom krajowym i funduszom europejskim. Kościół św. Wita w Mełgwi, wybudowany w latach 1906–1910 w stylu neogotyckim, po renowacjach nadal służy miejscowej parafii. W Mełgwi zmodernizowano sieć drogową (asfaltowe połączenia do Lublina, Świdnika i sąsiednich gmin), rozbudowano wodociągi i kanalizację oraz zainstalowano oświetlenie uliczne we wszystkich sołectwach. Powstały nowe obiekty użyteczności publicznej – m.in. na początku lat 2000 wybudowano nowy, okazały gmach Urzędu Gminy, a przy szkołach zbudowano hale sportowe i kompleks boisk typu Orlik. Sama Mełgiew coraz bardziej upodabnia się do podmiejskiej miejscowości – działa tu kilka sklepów i punktów usługowych, mieści się poczta, biblioteka gminna i ośrodek kultury. Uruchomiono również komunikację publiczną – wieś ma bezpośrednie połączenia autobusowe ze Świdnikiem i Lublinem, co sprzyja dojazdom do pracy i szkół. W 2011 r. oficjalnie odnotowano 1097 mieszkańców Mełgwi, a w kolejnych latach liczba ta nieznacznie wzrosła (w 2022 r. ok. 1114 osób). W 2021 roku zakończyła działalność podstawówka mieszcząca się od czasów PRL w zabytkowym pałacu – jej likwidacja wynikała z reformy sieci szkół oraz spadku liczby dzieci. Zabytkowy obiekt w Podzamczu szybko zyskał jednak nowe życie: jesienią 2021 ulokowano w nim Centrum Kultury Gminy Mełgiew, które organizuje imprezy kulturalne i dba o promocję lokalnego dziedzictwa.

## Obiekty
- dawny kościół parafialny pw. św. Wita, w latach 1556-1593 zbór kalwiński (tzw. „stary kościół”); ogrodzenie starego kościoła, murowane ok. 1730 a remontowane w 1992 r.
- neogotycki kościół wybudowany w latach 1906–1910 według projektu architekta Stefana Szyllera, we wnętrzu wyposażenie z XVIII w. z poprzedniego kościoła, ogrodzenie nowego kościoła, murowano – żeliwne z 1917 r.
- brama-kapliczka św. Jana Nepomucena z XVIII w., zamurowana i remontowana ok. 1910 r.
- dzwonnica z przełomu XVIII i XIX w., restauracja dachu 1987 r.[18],
- zajazd wybudowany zapewne w 1. poł. XIX w., przebudowany[19]
- Centrum Edukacji i Sportu
- Sala sportowa
- Obiekt sportowo-rekreacyjny „Orlik”

## Galeria

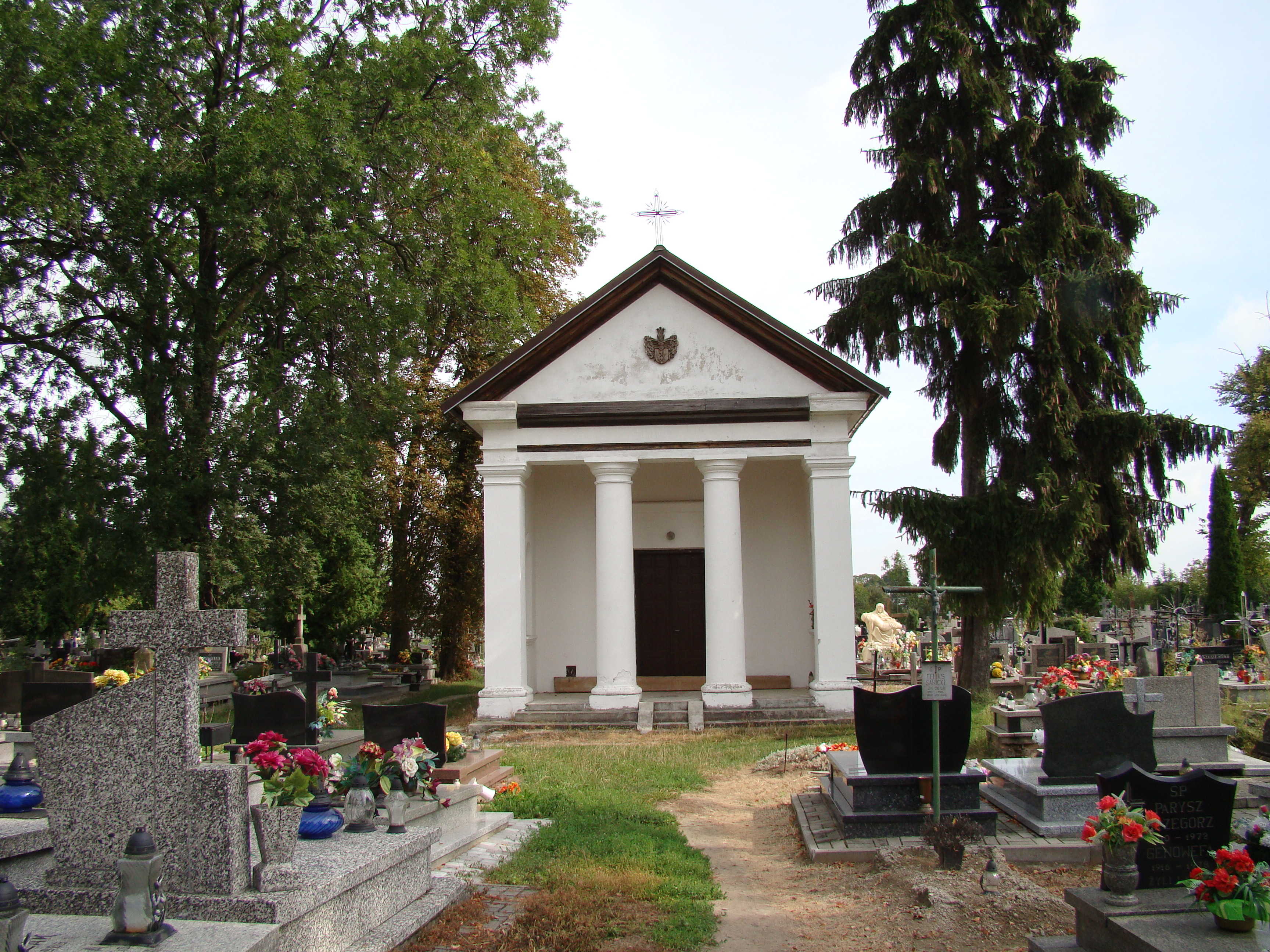
Kapliczka na cmentarzu
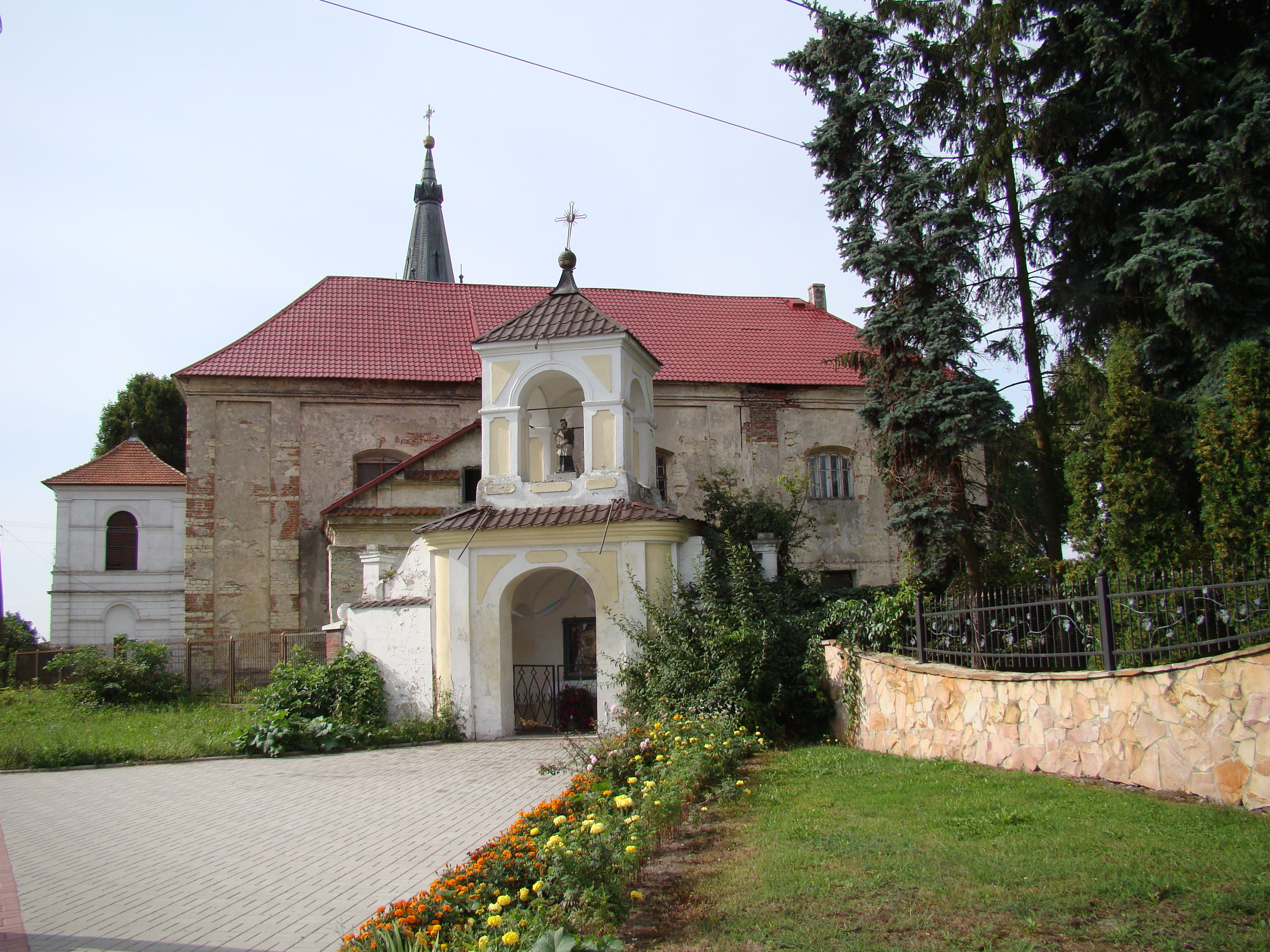
Kapliczka i stary kościół
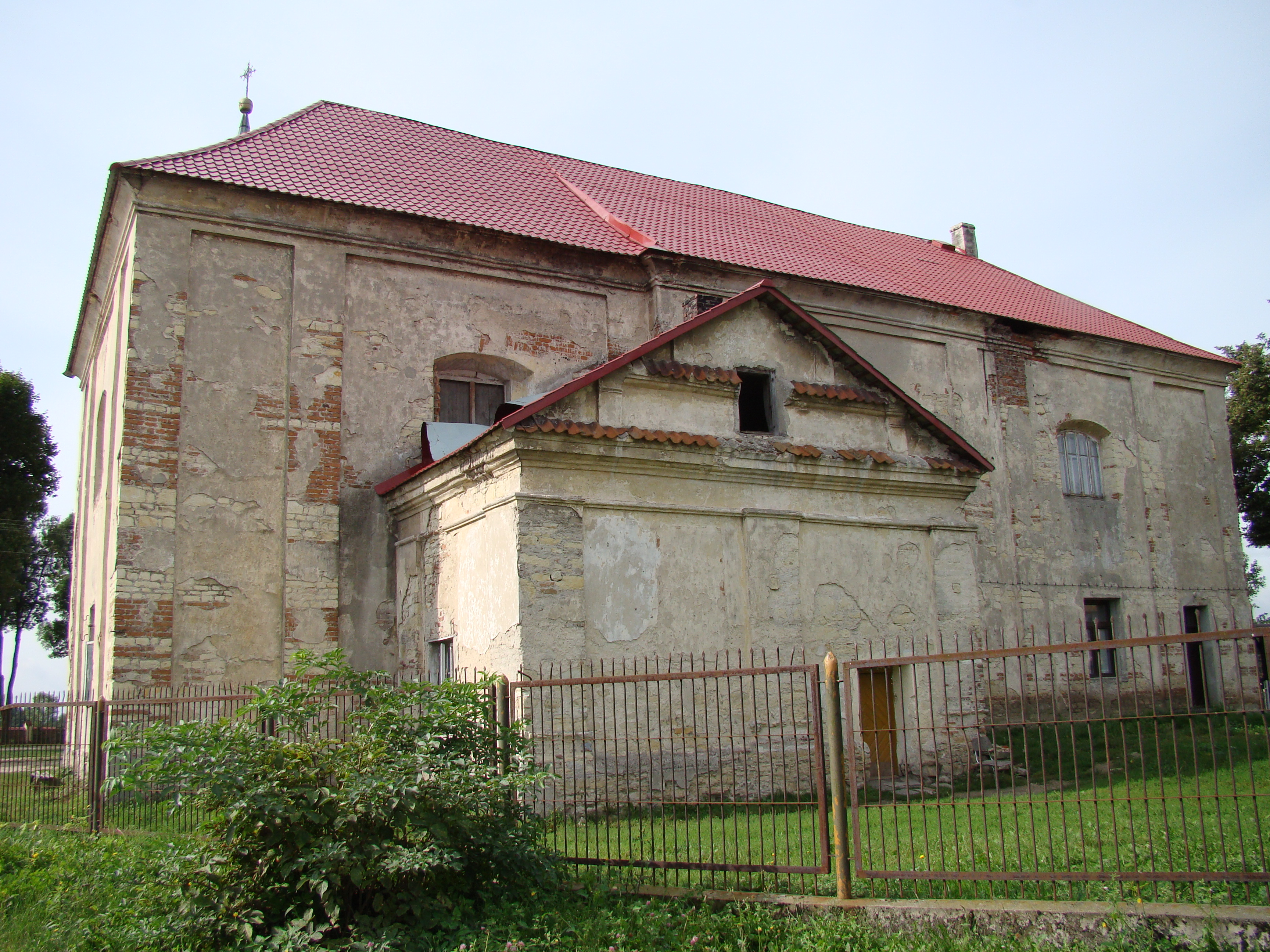
Organistówka i dom parafialny
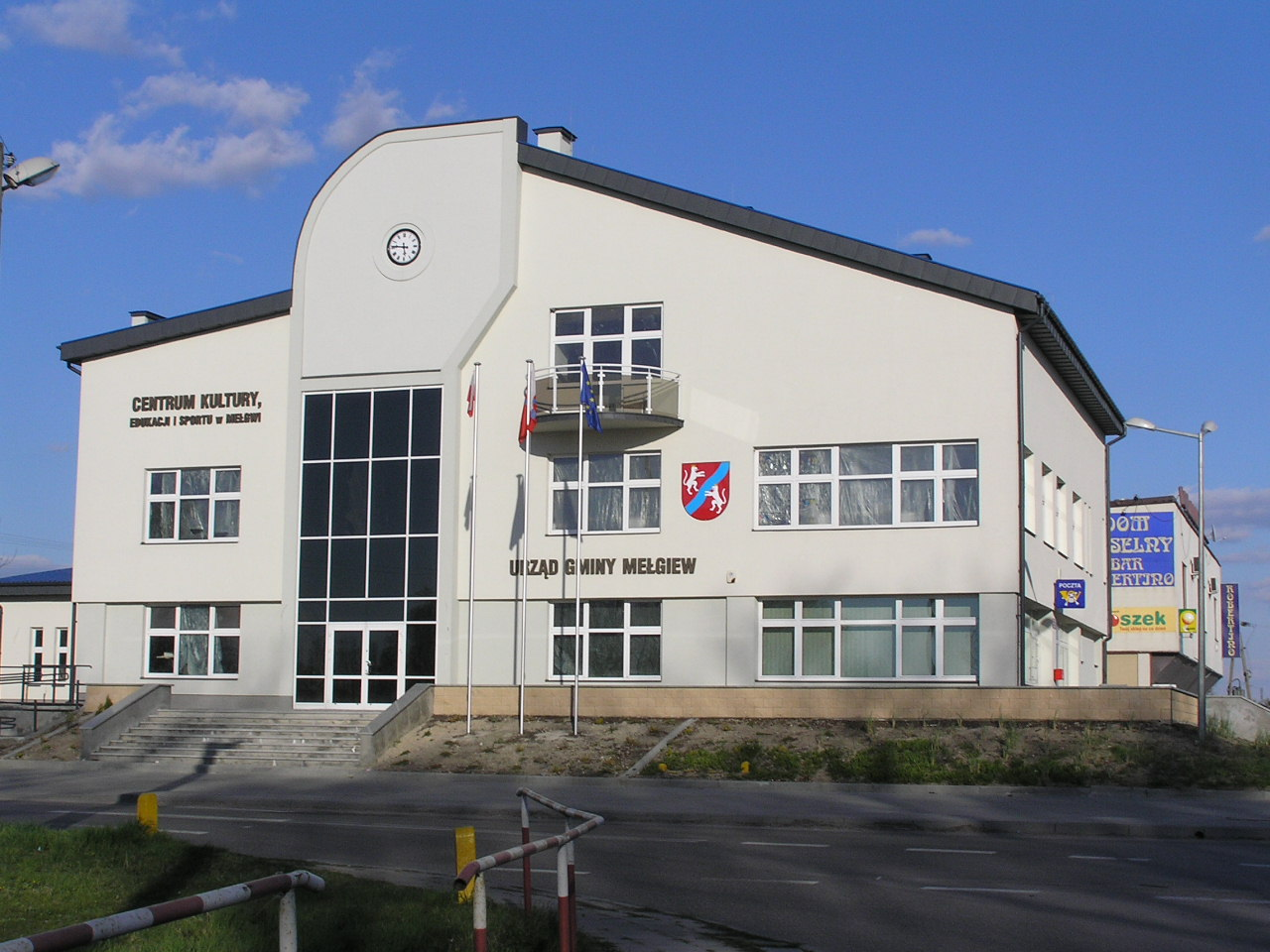
Urząd Gminy w Mełgwi
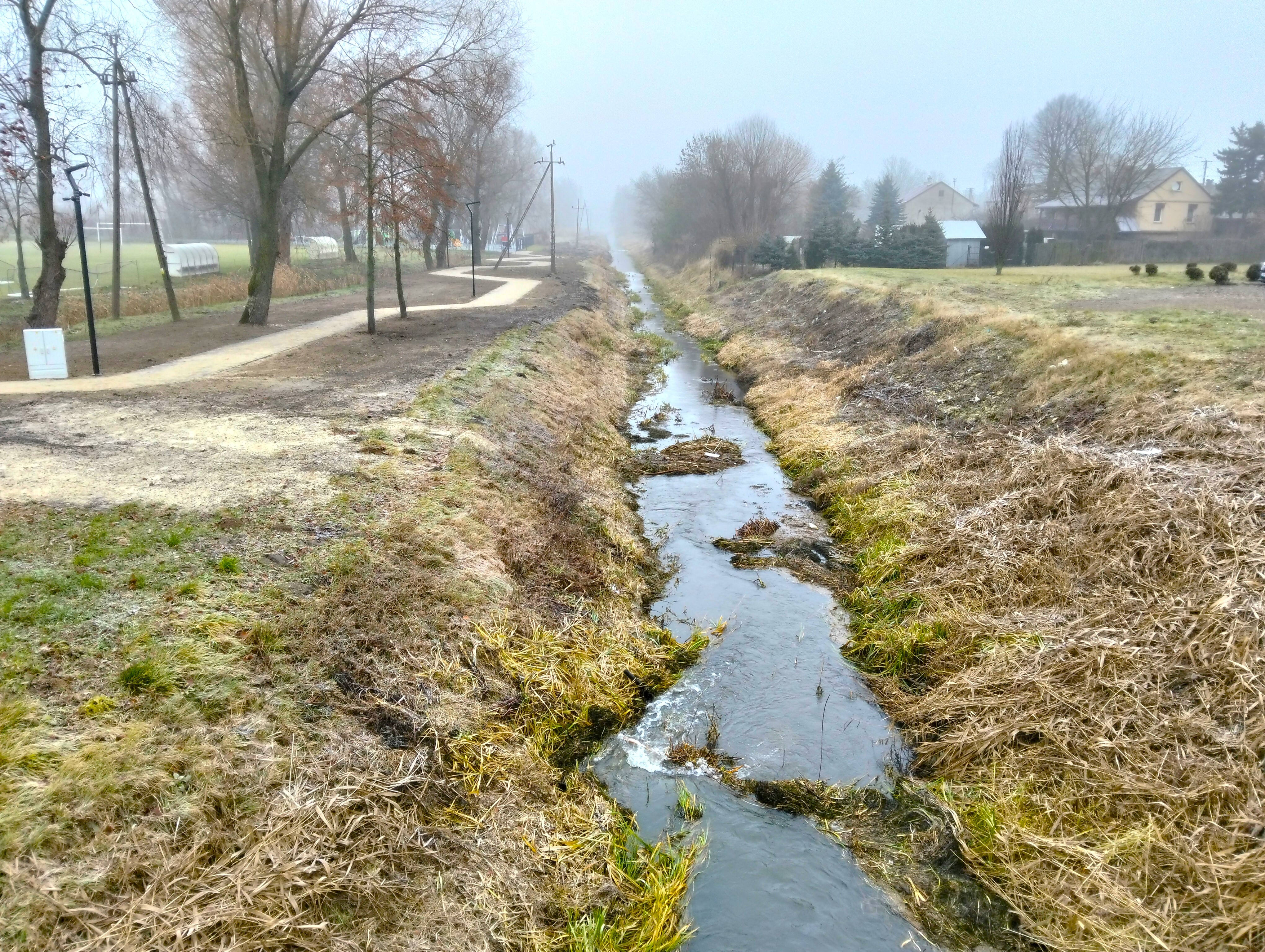
Rzeka Mełgiewka